# Xinzheng
Xinzheng is een stad in de prefectuur Zhengzhou in de provincie Henan van de Volksrepubliek China. In 2020 had de stad bij de volkstelling 787.544 inwoners.